# Synagoga v Portu
Synagoga Kadoorie Mekor Haim (Pramen života) v portugalském městě Porto byla vystavěna ve 30. letech 20. století. Je největší synagogou na Pyrenejském poloostrově. Historie jejího vzniku je těsně spjata s osobností Artura Carlose de Barros Basty. Tento armádní kapitán republikánského smýšlení sehrál klíčovou roli při její výstavbě a vykonal také mnoho pro to, aby potomci portugalských Židů přinucených na konci 15. století konvertovat ke křesťanství našli odvahu opět se neskrývaně přihlásit k judaismu.
Před nuceným pokřesťanštěním židovského obyvatelstva stávaly v Portu nejméně tři synagogy. Když se sem však Barros Basto v roce 1921 přistěhoval, nalezl zde pouze 17 Židů německého a polského původu, kteří ani netvořili fungující židovskou obec, ani neměli synagogu. V roce 1923 Barros Basto nechal místní židovskou obec oficiálně zaregistrovat a pronajal dům, který by jí sloužil jako synagoga. Po přestávce čtyř století se tak v Portu opět začali Židé scházet k modlitbám. Barros Basto svatyni nazval Pramen života. Brzy nato se zde k jeho překvapení začali objevovat potomci Židů donucených před staletími oficiálně vyznávat křesťanskou víru. V jejich rodinách se však nepřestaly tajně udržovat některé židovské obřady.

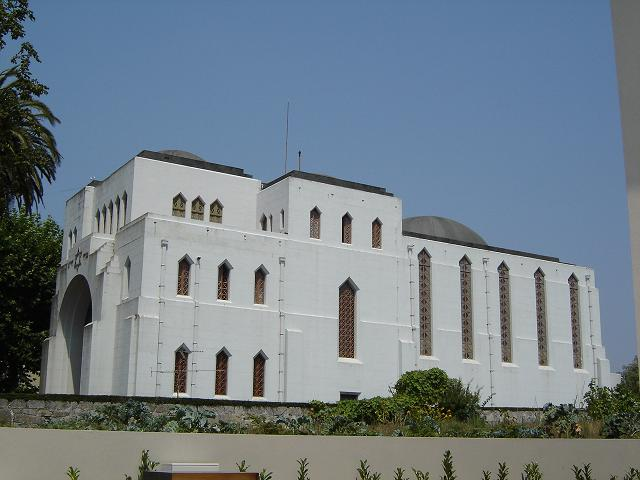

Na základě tohoto vývoje začal Barros Basto právě takové lidi – označované jako marranos – cíleně vyhledávat. Jeho snahou bylo pomoci jim otevřeně se navrátit k víře jejich předků. O jeho práci se začaly zajímat židovské komunity z různých zemí světa. Počet členů židovské obce v Portu stoupal. Synagoga se přestěhovala do jiné budovy, ve které Barros Basto zároveň otevřel školu.
Poté zakoupil pozemek, na kterém stojí dnešní synagoga. Architekti Malta Augusto dos Santos, António de Almeida Jr. a Rogério de Azevedo navrhli její podobu. Dne 30. června 1929 byl položen základní kámen. Významným mecenášem stavby se v roce 1933 stala zámožná irácká židovská rodina Kadoorie, jejíž dávné kořeny vedou také do Portugalska. Synagoga proto nese i její jméno.
Život Barrose Basta se radikálně změnil poté, co počátkem 30. let v Portugalsku k moci nastoupil António Salazar. Na základě antisemitských motivů se Barros Basto stal obětí perzekucí ze strany režimu, byl např. opakovaně překládán do velké vzdálenosti od Porta, což mu znemožňovalo efektivní řízení židovské obce. Před vojenským soudem čelil vykonstruovaným obviněním, byl zbaven hodnosti a propuštěn z armády. Navzdory těmto ničivým osobním problémům se mu podařilo stavbu dovést do úspěšného konce: 6. ledna 1938 byla synagoga slavnostně zasvěcena.